# Sólido de Johnson

La girobicúpula cuadrada elongada (J_{37}), un sólido de Johnson.

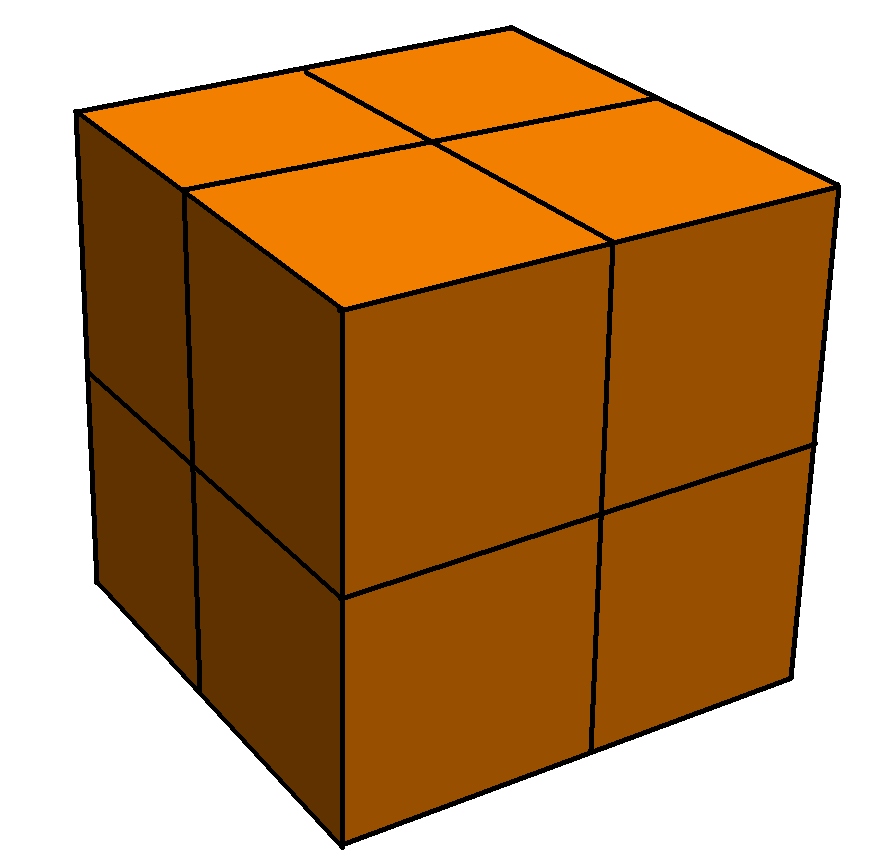
Este ejemplo de 26 vértices no es un sólido de Johnson porque no es estrictamente convexo (tiene ángulos diedros de 180°).

Este ejemplo de estrella octángula no es un sólido de Johnson porque no es convexo.

En geometría, un sólido de Johnson es un poliedro estrictamente convexo, y cada una de sus caras es un polígono regular. Por otra parte, no es uno de los sólidos platónicos, ni uno de los sólidos arquimedianos, ni un prisma ni un antiprisma. No se requiere que todas las caras sean un mismo polígono, o que polígonos del mismo tipo se unan por los vértices. Un ejemplo de sólido de Johnson es la pirámide de base cuadrada con lados equiláteros J1, que presenta una cara cuadrada y cuatro triangulares.
En un sólido convexo estricto, al menos tres caras concurren a un vértice, y el total de sus ángulos es menor a 360°. Dado que un polígono regular tiene ángulos de al menos 60°, a lo sumo pueden concurrir cinco caras en cada vértice.
La pirámide de base pentagonal (J2) es un ejemplo de grado 5 (máximo).
Aunque no existen restricciones respecto a que un determinado polígono forme una cara de un sólido de Johnson, los polígonos aplicables siempre tienen 3, 4, 5, 6, 8 o 10 lados.

## Historia
En 1966 el matemático norteamericano Norman Johnson publicó una lista de 92 sólidos, dándoles nombre y número. Aunque no probó la imposibilidad de que existieran otros sólidos, hizo tal conjetura, y en 1969 Victor Zalgaller demostró que la lista era completa.
Entre los sólidos enumerados, la girobicúpula cuadrada elongada (J37) resulta única por tener vértices uniformes; cuatro caras concurren a cada vértice y su disposición es siempre la misma: tres cuadrados y un triángulo.

## Nomenclatura
Los nombres listados son más descriptivos de lo que pueda parecer a simple vista. La mayoría de los sólidos de Johnson pueden construirse añadiendo una o más pirámides, cúpulas o rotondas en una de las caras de un prisma o antiprisma.
- Se denomina cúpula al poliedro que tiene dos polígonos regulares paralelos, unidos lateralmente por triángulos equiláteros y cuadrados alternándose unos y otros.
- La rotonda dispone también, como la cúpula, de dos polígonos regulares paralelos, pero se unen lateralmente por triángulos y pentágonos alternados.

Junto a estos tres poliedros se pueden utilizar para la construcción de los sólidos de Johnson; los sólidos platónicos, de Arquímedes, prismas y antiprismas.
El modo en que se combinan los distintos sólidos, se reflejan en su nombre mediante los siguientes términos y sufijos: 
- Bi- significa que hay dos copias de un sólido dado unidas base con base. En el caso de las cúpulas y rotondas, se pueden unir de manera que se encuentren caras similares (orto-) o disimilares (giro-). Según esta nomenclatura, un octaedro sería una bipirámide cuadrada, un cuboctaedro sería una girobicúpula triangular y un icosidodecaedro sería una girobirrotonda pentagonal.
- Elongado significa que se ha unido un prisma a la base de un sólido dado o entre las bases que forman un sólido dado. Según esta nomenclatura, un rombicuboctaedro sería una ortobicúpula cuadrada elongada.
- Giroelongado significa que se ha unido un antiprisma a la base de un sólido dado o entre las bases que forman un sólido dado. Un icosaedro sería una bipirámide pentagonal giroelongada.
- Aumentado significa que se ha unido una pirámide o cúpula a una de las caras del sólido dado.
- Disminuido significa que se ha quitado una pirámide o cúpula de un sólido dado.
- Giroide significa que se ha rotado una cúpula del sólido de forma que encaje de forma distinta. Un ejemplo está en la diferencia entre las orto- y las girobicúpulas.

Las tres últimas operaciones — aumento, disminución y giro — se pueden realizar más de una vez en un sólido lo suficientemente grande. Si se ha realizado una de estas operaciones dos veces, se indica con el prefijo bi- (por ejemplo, un bigiroide es un sólido que tiene dos de sus cúpulas rotadas); y si se ha realizado tres veces se indica con el prefijo tri- (por ejemplo, un sólido tridisminuido es aquel al que se le han quitado tres de sus pirámides o cúpulas).
A veces los prefijos bi- y tri- dan lugar a ambigüedad. En el caso de que sea necesario distinguir entre un sólido al que se han alterado dos caras paralelas y uno al que se han alterado dos caras oblicuas, se indica la diferencia con los prefijos para- y meta-, respectivamente. Por ejemplo, un sólido parabiaumentado es aquel al que se han aumentado dos caras paralelas, mientras que a un sólido metabiaumentado se le han aumentado dos caras oblicuas.

## Enumeración
| º  |                                                               |            |        |          |         |       |                             |                             |                             |                             |                             |                             |          |                                     |
| -- | ------------------------------------------------------------- | ---------- | ------ | -------- | ------- | ----- | --------------------------- | --------------------------- | --------------------------- | --------------------------- | --------------------------- | --------------------------- | -------- | ----------------------------------- |
| Jn | Nombre                                                        | Desarrollo | Imagen | Vértices | Aristas | Caras | Caras según número de lados | Caras según número de lados | Caras según número de lados | Caras según número de lados | Caras según número de lados | Caras según número de lados | Simetría | Grupo                               |
| Jn | Nombre                                                        | Desarrollo | Imagen | Vértices | Aristas | Caras | F3                          | F4                          | F5                          | F6                          | F8                          | F10                         | Simetría | Grupo                               |
| 1  | Pirámide cuadrada                                             |            |        | 5        | 8       | 5     | 4                           | 1                           |                             |                             |                             |                             | C4v      | Prismatoides y rotondas             |
| 2  | Pirámide pentagonal                                           |            |        | 6        | 10      | 6     | 5                           |                             | 1                           |                             |                             |                             | C5v      | Prismatoides y rotondas             |
| 3  | Cúpula triangular                                             |            |        | 9        | 15      | 8     | 4                           | 3                           |                             | 1                           |                             |                             | C3v      | Prismatoides y rotondas             |
| 4  | Cúpula cuadrada                                               |            |        | 12       | 20      | 10    | 4                           | 5                           |                             |                             | 1                           |                             | C4v      | Prismatoides y rotondas             |
| 5  | Cúpula pentagonal                                             |            |        | 15       | 25      | 12    | 5                           | 5                           | 1                           |                             |                             | 1                           | C5v      | Prismatoides y rotondas             |
| 6  | Rotonda pentagonal                                            |            |        | 20       | 35      | 17    | 10                          |                             | 6                           |                             |                             | 1                           | C5v      | Prismatoides y rotondas             |
| 7  | Pirámide triangular elongada (o tetraedro elongado)           |            |        | 7        | 12      | 7     | 4                           | 3                           |                             |                             |                             |                             | C3v      | Pirámides modificadas y bipirámides |
| 8  | Pirámide cuadrada elongada (o cubo aumentado)                 |            |        | 9        | 16      | 9     | 4                           | 5                           |                             |                             |                             |                             | C4v      | Pirámides modificadas y bipirámides |
| 9  | Pirámide pentagonal elongada                                  |            |        | 11       | 20      | 11    | 5                           | 5                           | 1                           |                             |                             |                             | C5v      | Pirámides modificadas y bipirámides |
| 10 | Pirámide cuadrada giroelongada                                |            |        | 9        | 20      | 13    | 12                          | 1                           |                             |                             |                             |                             | C4v      | Pirámides modificadas y bipirámides |
| 11 | Pirámide pentagonal giroelongada (o icosaedro disminuido)     |            |        | 11       | 25      | 16    | 15                          |                             | 1                           |                             |                             |                             | C5v      | Pirámides modificadas y bipirámides |
| 12 | Bipirámide triangular                                         |            |        | 5        | 9       | 6     | 6                           |                             |                             |                             |                             |                             | D3h      | Pirámides modificadas y bipirámides |
| 13 | Bipirámide pentagonal                                         |            |        | 7        | 15      | 10    | 10                          |                             |                             |                             |                             |                             | D5h      | Pirámides modificadas y bipirámides |
| 14 | Bipirámide triangular elongada                                |            |        | 8        | 15      | 9     | 6                           | 3                           |                             |                             |                             |                             | D3h      | Pirámides modificadas y bipirámides |
| 15 | Bipirámide cuadrada elongada (o cubo biaumentado)             |            |        | 10       | 20      | 12    | 8                           | 4                           |                             |                             |                             |                             | D4h      | Pirámides modificadas y bipirámides |
| 16 | Bipirámide pentagonal elongada                                |            |        | 12       | 25      | 15    | 10                          | 5                           |                             |                             |                             |                             | D5h      | Pirámides modificadas y bipirámides |
| 17 | Bipirámide cuadrada giroelongada                              |            |        | 10       | 24      | 16    | 16                          |                             |                             |                             |                             |                             | D4d      | Pirámides modificadas y bipirámides |
| 18 | Cúpula triangular elongada                                    |            |        | 15       | 27      | 14    | 4                           | 9                           |                             | 1                           |                             |                             | C3v      | Cúpulas y rotondas modificadas      |
| 19 | Cúpula cuadrada elongada (Rombicuboctaedro disminuido)        |            |        | 20       | 36      | 18    | 4                           | 13                          |                             |                             | 1                           |                             | C4v      | Cúpulas y rotondas modificadas      |
| 20 | Cúpula pentagonal elongada                                    |            |        | 25       | 45      | 22    | 5                           | 15                          | 1                           |                             |                             | 1                           | C5v      | Cúpulas y rotondas modificadas      |
| 21 | Rotonda pentagonal elongada                                   |            |        | 30       | 55      | 27    | 10                          | 10                          | 6                           |                             |                             | 1                           | C5v      | Cúpulas y rotondas modificadas      |
| 22 | Cúpula triangular giroelongada                                |            |        | 15       | 33      | 20    | 16                          | 3                           |                             | 1                           |                             |                             | C3v      | Cúpulas y rotondas modificadas      |
| 23 | Cúpula cuadrada giroelongada                                  |            |        | 20       | 44      | 26    | 20                          | 5                           |                             |                             | 1                           |                             | C4v      | Cúpulas y rotondas modificadas      |
| 24 | Cúpula pentagonal giroelongada                                |            |        | 25       | 55      | 32    | 25                          | 5                           | 1                           |                             |                             | 1                           | C5v      | Cúpulas y rotondas modificadas      |
| 25 | Rotonda pentagonal giroelongada                               |            |        | 30       | 65      | 37    | 30                          |                             | 6                           |                             |                             | 1                           | C5v      | Cúpulas y rotondas modificadas      |
| 26 | Girobifastigium                                               |            |        | 8        | 14      | 8     | 4                           | 4                           |                             |                             |                             |                             | D2d      | Cúpulas y rotondas modificadas      |
| 27 | Ortobicúpula triangular (Cuboctaedro girado)                  |            |        | 12       | 24      | 14    | 8                           | 6                           |                             |                             |                             |                             | D3h      | Cúpulas y rotondas modificadas      |
| 28 | Ortobicúpula cuadrada                                         |            |        | 16       | 32      | 18    | 8                           | 10                          |                             |                             |                             |                             | D4h      | Cúpulas y rotondas modificadas      |
| 29 | Girobicúpula cuadrada                                         |            |        | 16       | 32      | 18    | 8                           | 10                          |                             |                             |                             |                             | D4d      | Cúpulas y rotondas modificadas      |
| 30 | Ortobicúpula pentagonal                                       |            |        | 20       | 40      | 22    | 10                          | 10                          | 2                           |                             |                             |                             | D5h      | Cúpulas y rotondas modificadas      |
| 31 | Girobicúpula pentagonal                                       |            |        | 20       | 40      | 22    | 10                          | 10                          | 2                           |                             |                             |                             | D5d      | Cúpulas y rotondas modificadas      |
| 32 | Ortocupularrotonda pentagonal                                 |            |        | 25       | 50      | 27    | 15                          | 5                           | 7                           |                             |                             |                             | C5v      | Cúpulas y rotondas modificadas      |
| 33 | Girocupularrotonda pentagonal                                 |            |        | 25       | 50      | 27    | 15                          | 5                           | 7                           |                             |                             |                             | C5v      | Cúpulas y rotondas modificadas      |
| 34 | Ortobirrotonda pentagonal (Icosidodecaedro girado)            |            |        | 30       | 60      | 32    | 20                          |                             | 12                          |                             |                             |                             | D5h      | Cúpulas y rotondas modificadas      |
| 35 | Ortobicúpula triangular elongada                              |            |        | 18       | 36      | 20    | 8                           | 12                          |                             |                             |                             |                             | D3h      | Cúpulas y rotondas modificadas      |
| 36 | Girobicúpula triangular elongada                              |            |        | 18       | 36      | 20    | 8                           | 12                          |                             |                             |                             |                             | D3d      | Cúpulas y rotondas modificadas      |
| 37 | Girobicúpula cuadrada elongada (Rombicuboctaedro girado)      |            |        | 24       | 48      | 26    | 8                           | 18                          |                             |                             |                             |                             | D4d      | Cúpulas y rotondas modificadas      |
| 38 | Ortobicúpula pentagonal elongada                              |            |        | 30       | 60      | 32    | 10                          | 20                          | 2                           |                             |                             |                             | D5h      | Cúpulas y rotondas modificadas      |
| 39 | Girobicúpula pentagonal elongada                              |            |        | 30       | 60      | 32    | 10                          | 20                          | 2                           |                             |                             |                             | D5d      | Cúpulas y rotondas modificadas      |
| 40 | Ortocupularrotonda pentagonal elongada                        |            |        | 35       | 70      | 37    | 15                          | 15                          | 7                           |                             |                             |                             | C5v      | Cúpulas y rotondas modificadas      |
| 41 | Girocupularrotonda pentagonal elongada                        |            |        | 35       | 70      | 37    | 15                          | 15                          | 7                           |                             |                             |                             | C5v      | Cúpulas y rotondas modificadas      |
| 42 | Ortobirrotonda pentagonal elongada                            |            |        | 40       | 80      | 42    | 20                          | 10                          | 12                          |                             |                             |                             | D5h      | Cúpulas y rotondas modificadas      |
| 43 | Girobirrotonda pentagonal elongada                            |            |        | 40       | 80      | 42    | 20                          | 10                          | 12                          |                             |                             |                             | D5d      | Cúpulas y rotondas modificadas      |
| 44 | Bicúpula triangular giroelongada (2 formas asimétricas)       |            |        | 18       | 42      | 26    | 20                          | 6                           |                             |                             |                             |                             | D3       | Cúpulas y rotondas modificadas      |
| 45 | Bicúpula cuadrada giroelongada (2 formas asimétricas)         |            |        | 24       | 56      | 34    | 24                          | 10                          |                             |                             |                             |                             | D4       | Cúpulas y rotondas modificadas      |
| 46 | Bicúpula pentagonal giroelongada (2 formas asimétricas)       |            |        | 30       | 70      | 42    | 30                          | 10                          | 2                           |                             |                             |                             | D5       | Cúpulas y rotondas modificadas      |
| 47 | Cupularrotonda pentagonal giroelongada (2 formas asimétricas) |            |        | 35       | 80      | 47    | 35                          | 5                           | 7                           |                             |                             |                             | C5       | Cúpulas y rotondas modificadas      |
| 48 | Birrotonda pentagonal giroelongada (2 formas asimétricas)     |            |        | 40       | 90      | 52    | 40                          |                             | 12                          |                             |                             |                             | D5       | Cúpulas y rotondas modificadas      |
| 49 | Prisma triangular aumentado                                   |            |        | 7        | 13      | 8     | 6                           | 2                           |                             |                             |                             |                             | C2v      | Prismas aumentados                  |
| 50 | Prisma triangular biaumentado                                 |            |        | 8        | 17      | 11    | 10                          | 1                           |                             |                             |                             |                             | C2v      | Prismas aumentados                  |
| 51 | Prisma triangular triaumentado                                |            |        | 9        | 21      | 14    | 14                          |                             |                             |                             |                             |                             | D3h      | Prismas aumentados                  |
| 52 | Prisma pentagonal aumentado                                   |            |        | 11       | 19      | 10    | 4                           | 4                           | 2                           |                             |                             |                             | C2v      | Prismas aumentados                  |
| 53 | Prisma pentagonal biaumentado                                 |            |        | 12       | 23      | 13    | 8                           | 3                           | 2                           |                             |                             |                             | C2v      | Prismas aumentados                  |
| 54 | Prisma hexagonal aumentado                                    |            |        | 13       | 22      | 11    | 4                           | 5                           |                             | 2                           |                             |                             | C2v      | Prismas aumentados                  |
| 55 | Prisma hexagonal parabiaumentado                              |            |        | 14       | 26      | 14    | 8                           | 4                           |                             | 2                           |                             |                             | D2h      | Prismas aumentados                  |
| 56 | Prisma hexagonal metabiaumentado                              |            |        | 14       | 26      | 14    | 8                           | 4                           |                             | 2                           |                             |                             | C2v      | Prismas aumentados                  |
| 57 | Prisma hexagonal triaumentado                                 |            |        | 15       | 30      | 17    | 12                          | 3                           |                             | 2                           |                             |                             | D3h      | Prismas aumentados                  |
| 58 | Dodecaedro aumentado                                          |            |        | 21       | 35      | 16    | 5                           |                             | 11                          |                             |                             |                             | C5v      | Sólidos de Platón modificados       |
| 59 | Dodecaedro parabiaumentado                                    |            |        | 22       | 40      | 20    | 10                          |                             | 10                          |                             |                             |                             | D5d      | Sólidos de Platón modificados       |
| 60 | Dodecaedro metabiaumentado                                    |            |        | 22       | 40      | 20    | 10                          |                             | 10                          |                             |                             |                             | C2v      | Sólidos de Platón modificados       |
| 61 | Dodecaedro triaumentado                                       |            |        | 23       | 45      | 24    | 15                          |                             | 9                           |                             |                             |                             | C3v      | Sólidos de Platón modificados       |
| 62 | Icosaedro metabidisminuido                                    |            |        | 10       | 20      | 12    | 10                          |                             | 2                           |                             |                             |                             | C2v      | Sólidos de Platón modificados       |
| 63 | Icosaedro tridisminuido                                       |            |        | 9        | 15      | 8     | 5                           |                             | 3                           |                             |                             |                             | C3v      | Sólidos de Platón modificados       |
| 64 | Icosaedro tridisminuido aumentado                             |            |        | 10       | 18      | 10    | 7                           |                             | 3                           |                             |                             |                             | C3v      | Sólidos de Platón modificados       |
| 65 | Tetraedro truncado aumentado                                  |            |        | 15       | 27      | 14    | 8                           | 3                           |                             | 3                           |                             |                             | C3v      | Sólidos de Arquímedes modificados   |
| 66 | Cubo truncado aumentado                                       |            |        | 28       | 48      | 22    | 12                          | 5                           |                             |                             | 5                           |                             | C4v      | Sólidos de Arquímedes modificados   |
| 67 | Cubo truncado biaumentado                                     |            |        | 32       | 60      | 30    | 16                          | 10                          |                             |                             | 4                           |                             | D4h      | Sólidos de Arquímedes modificados   |
| 68 | Dodecaedro truncado aumentado                                 |            |        | 65       | 105     | 42    | 25                          | 5                           | 1                           |                             |                             | 11                          | C5v      | Sólidos de Arquímedes modificados   |
| 69 | Dodecaedro truncado parabiaumentado                           |            |        | 70       | 120     | 52    | 30                          | 10                          | 2                           |                             |                             | 10                          | D5d      | Sólidos de Arquímedes modificados   |
| 70 | Dodecaedro truncado metabiaumentado                           |            |        | 70       | 120     | 52    | 30                          | 10                          | 2                           |                             |                             | 10                          | C2v      | Sólidos de Arquímedes modificados   |
| 71 | Dodecaedro truncado triaumentado                              |            |        | 75       | 135     | 62    | 35                          | 15                          | 3                           |                             |                             | 9                           | C3v      | Sólidos de Arquímedes modificados   |
| 72 | Rombicosidodecaedro giroide                                   |            |        | 60       | 120     | 62    | 20                          | 30                          | 12                          |                             |                             |                             | C5v      | Sólidos de Arquímedes modificados   |
| 73 | Rombicosidodecaedro parabigiroide                             |            |        | 60       | 120     | 62    | 20                          | 30                          | 12                          |                             |                             |                             | D5d      | Sólidos de Arquímedes modificados   |
| 74 | Rombicosidodecaedro metabigiroide                             |            |        | 60       | 120     | 62    | 20                          | 30                          | 12                          |                             |                             |                             | C2v      | Sólidos de Arquímedes modificados   |
| 75 | Rombicosidodecaedro trigiroide                                |            |        | 60       | 120     | 62    | 20                          | 30                          | 12                          |                             |                             |                             | C3v      | Sólidos de Arquímedes modificados   |
| 76 | Rombicosidodecaedro disminuido                                |            |        | 55       | 105     | 52    | 15                          | 25                          | 11                          |                             |                             | 1                           | C5v      | Sólidos de Arquímedes modificados   |
| 77 | Rombicosidodecaedro paragiroide disminuido                    |            |        | 55       | 105     | 52    | 15                          | 25                          | 11                          |                             |                             | 1                           | C5v      | Sólidos de Arquímedes modificados   |
| 78 | Rombicosidodecaedro metagiroide disminuido                    |            |        | 55       | 105     | 52    | 15                          | 25                          | 11                          |                             |                             | 1                           | Cs       | Sólidos de Arquímedes modificados   |
| 79 | Rombicosidodecaedro bigiroide disminuido                      |            |        | 55       | 105     | 52    | 15                          | 25                          | 11                          |                             |                             | 1                           | Cs       | Sólidos de Arquímedes modificados   |
| 80 | Rombicosidodecaedro parabidisminuido                          |            |        | 50       | 90      | 42    | 10                          | 20                          | 10                          |                             |                             | 2                           | D5d      | Sólidos de Arquímedes modificados   |
| 81 | Rombicosidodecaedro metabidisminuido                          |            |        | 50       | 90      | 42    | 10                          | 20                          | 10                          |                             |                             | 2                           | C2v      | Sólidos de Arquímedes modificados   |
| 82 | Rombicosidodecaedro giroide bidisminuido                      |            |        | 50       | 90      | 42    | 10                          | 20                          | 10                          |                             |                             | 2                           | Cs       | Sólidos de Arquímedes modificados   |
| 83 | Rombicosidodecaedro tridisminuido                             |            |        | 45       | 75      | 32    | 5                           | 15                          | 9                           |                             |                             | 3                           | C3v      | Sólidos de Arquímedes modificados   |
| 84 | Biesfenoide romo (Dodecaedro siamés)                          |            |        | 8        | 18      | 12    | 12                          |                             |                             |                             |                             |                             | D2d      | Diversos                            |
| 85 | Antiprisma cuadrado romo                                      |            |        | 16       | 40      | 26    | 24                          | 2                           |                             |                             |                             |                             | D4d      | Diversos                            |
| 86 | Esfenocorona                                                  |            |        | 10       | 22      | 14    | 12                          | 2                           |                             |                             |                             |                             | C2v      | Diversos                            |
| 87 | Esfenocorona aumentada                                        |            |        | 11       | 26      | 17    | 16                          | 1                           |                             |                             |                             |                             | Cs       | Diversos                            |
| 88 | Esfenomegacorona                                              |            |        | 12       | 28      | 18    | 16                          | 2                           |                             |                             |                             |                             | C2v      | Diversos                            |
| 89 | Hebesfenomegacorona                                           |            |        | 14       | 33      | 21    | 18                          | 3                           |                             |                             |                             |                             | C2v      | Diversos                            |
| 90 | Biesfenocíngulo                                               |            |        | 16       | 38      | 24    | 20                          | 4                           |                             |                             |                             |                             | D2d      | Diversos                            |
| 91 | Bilunabirrotonda                                              |            |        | 14       | 26      | 13    | 8                           | 2                           | 4                           |                             |                             |                             | D2h      | Diversos                            |
| 92 | Hebesfenorrotonda triangular                                  |            |        | 18       | 36      | 20    | 13                          | 3                           | 3                           | 1                           |                             |                             | C3v      | Diversos                            |

## Sólido casi coincidente de Johnson
Un sólido casi coincidente de Johnson es un poliedro que se encuentra cerca de tener todas sus caras regulares, teniendo algunas caras levemente irregulares o todas sus caras irregulares con algún leve grado de distorsión, fallándole por poco a la definición de sólido de Johnson. Varios de estos poliedros son también simetroedros con algunas caras perfectamente regulares.